# Francisco Dansilha
Francisco Dansilha ou Danzinha foi um pintor e arquitecto biscainho português do século XVI, que esteve ao serviço de D. Manuel I e de D. João III]. Em 1508, trabalhava nas fortificações de Almeida. Segundo Taborda, não há notícia das suas pinturas, mas é de crer que fosse um pintor notável, pois seria designado para obras régias, de colaboração com outros artistas. O Abade de Castro atribui a este artista, em colaboração com Duarte de Armas e Jorge Afonso, a pintura do tecto da Sala dos Brasões no Paço de Sintra, mas tal hipótese carece de base documental.